# Пришельцы в Лондоне
«Пришельцы в Лондоне» (англ. Aliens of London) — эпизод британского научно-фантастического телесериалa «Доктор Кто». Впервые был показан 16 апреля 2005 года. Второй эпизод этой истории был показан 23 апреля 2005.

## Обзор
Доктор возвращает Розу в её время, где предположительно прошло 12 часов с момента их отлёта (эпизод «Роза»). На самом деле прошло не 12 часов, а 12 месяцев, Джекки давно разыскивает Розу, а Микки был заподозрен в её убийстве. Внезапно в небе появляется инопланетный космический корабль, видимо, терпящий крушение. Оставляя за собой клубы чёрного дыма, он повреждает Биг Бен и падает в Темзу. Центральный Лондон полностью перекрыт, поэтому Доктор и Роза возвращаются в дом Джеки, чтобы узнать о событиях по телевидению. Тело инопланетного пилота извлечено из корабля и доставлено в госпиталь «Альбион». Ожидается прибытие экспертов.
Великобритания переживает двойной кризис: в условиях инопланетного вторжения исчез премьер-министр, весь кабинет вне города. И. о. премьера становится член Парламента Джозеф Грин. Он привлекает в состав мини-правительства Маргарет Блейн из MI5 и Оливера Чарльза, отвечающего за транспорт. Они уединяются в кабинете, переглядываются и довольно смеются.
Доктор утверждает, что угрозы нет, человечество прекрасно справится, а его эта история не касается. Он уходит, оставив Розе ключ от ТАРДИС. Лондон шумно отмечает контакт с инопланетянами. ТАРДИС перемещается в «Альбион». Воспользовавшись, как обычно в таких случаях, психобумагой, Доктор подчиняет себе охрану. Раздаётся женский крик. Это доктор Тошико Сато обнаружила, что инопланетянин ожил. После коротких поисков инопланетянин обнаружен. Доктор не успевает его защитить, он убит охраной. Оказывается, это обыкновенная земная свинья, мозг которой изменён инопланетной технологией. Кто-то посадил её в корабль и сбросил над Лондоном.
В кабинете премьер-министра генерал Аскит разговаривает с новым правительством. Вся троица ведёт себя неадекватно, и генерал в соответствии с Чрезвычайными протоколами собирается отстранить и. о. премьера и ввести режим чрезвычайного положения. К ужасу Харриет Джонс, тайно присутствующей при разговоре, троица начинает испускать из своих тел синий цвет и убивает генерала.
Пока Роза пытается объяснить Джеки и Микки, где она была весь год и что Доктор её друг, ТАРДИС материализуется возле её дома. Доктор рассказывает Розе и Микки, что авария была инсценирована, корабль запущен с Земли. Джеки сообщает властям, что Доктор — пришелец. В кабинете Премьер-министра странные существа, изображавшие правительство, приводят себя в порядок и обсуждают проблемы с газообменом. Тот, что был «Оливером», теперь в роли генерала, а от «Оливера» осталась только кожа.
Доктор, Роза и Микки выходят из ТАРДИС и обнаруживают, что окружены солдатами. Микки убегает, а Доктора и Розу доставляют на Даунинг Стрит. Доктора приглашают на конференцию с участием «Грина» и «Аскита». Там уже собрались эксперты по пришельцам и чины из UNIT, они должны решить проблему с вторжением.
Харриет рассказывает Розе об увиденном. Они находят спрятанное в кабинете тело премьер-министра. Внезапно появляется «Маргарет». Оценив ситуацию, она начинает расстёгивать себе голову. То же самое делает полицейский, опрашивавший Джеки, и «Аскит» в конференц-зале. Все они снимают с себя костюмы («кожу») людей и показываются в своём подлинном обличии — это пришельцы, называющие себя Сливинами. «Грин» пускает в действие излучатель, и людей в конференц-зале поражает сильный поток энергии.

## Дополнительная информация
- Когда ТАРДИС стояла на улице, мальчик написал на ней «ЗЛОЙ ВОЛК». Злой волк — сюжетная арка этого сезона.
- Доктор говорит Розе, что ему 900 лет. Последнее упоминание возраста Доктора было в серии «Время и Рани», где он говорит, что ему 953.
- Микки нашёл в Интернете информацию о том, что Доктор работал с UNIT. Доктор действительно работал с UNIT научным советником в прошлом, но сейчас, после регенерации, сотрудники не могут его узнать.
- На сайте «Who is Doctor Who» говорится, что после смерти Клайва («Роза») сайт обновлял Микки.
- Интерьер «Даунинг Стрит 10» был взят в Замке Хенсол. Королевский Кардиффский Лазарет предоставил место для выдуманной больницы Альбиона. Доктор снова посещал эту больницу в 1941 году в эпизодах «Пустой ребёнок» / «Доктор танцует».
- Доктор Тосико Сато возвращается в спин-офф сериале «Доктора Кто» — «Торчвуд».
- События этого эпизода были упомянуты в разговоре Тошико и Оуэна в Торчвуде в эпизоде «Сквозные ранения».

## Производство
- Рабочее название эпизода было «Пришельцы в Лондоне Часть 1» («Третья мировая война» должна была быть «Частью 2»).
- Когда корабль врезается в Биг Бен, цифры и текст снизу поставлена задом наперёд. В DVD-комментариях режиссёр Кейт Боук изменила последовательность кадров в крушении, но это не передали визуальной команде, которые готовили кадры согласно начальной версии.
- Часы всё так же работают после крушения. Когда корабль врезался, часы показывали 10:58, но в новостях уже было 6:10.

### Авторский состав
Лашель Карл также появляется в качестве репортёра в эпизодах «Третья мировая война», «Рождественское вторжение», «Барабанная дробь», «Отравленное небо», «Поверни налево», «Украденная Земля». Также она появляется в спин-офф сериале «Приключения Сары Джейн» в историях «Месть Слитинов» и «Секреты звёзд». В титрах имя актрисы указано как Тринити Веллс.

## Внешние отсылки
В сцене на балконе снаружи квартиры Тайлеров на заднем плане играет песня Дэвида Боуи «Starman».